# Kościół Najświętszego Imienia Maryi w Czepielowicach
Kościół Najświętszego Imienia Maryi – rzymskokatolicki kościół parafialny w miejscowości Czepielowice, (powiat brzeski, województwo opolskie). Świątynia należy do parafii Najświętszego Imienia Maryi w Czepielowicach w dekanacie Brzeg północ, archidiecezji wrocławskiej.
6 marca 1964 roku, pod numerem 716/64 kościół został wpisany do rejestru zabytków nieruchomych województwa opolskiego.

## Historia kościoła
Kościół został wybudowany w 1688 roku, przebudowany przez i z inicjatywy księdza Kazimierza Wisa w 1977 roku. Jest to budowla o konstrukcji szkieletowej, rodzaj budownictwa ryglowego.